# Крюковка (Казахстан)
Крю́ковка (каз. Крюковка) — село у складі Шемонаїхинського району Східноказахстанської області Казахстану. Входить до складу Волчанського сільського округу.
Населення — 86 осіб (2021; 146 у 2009, 247 у 1999, 273 у 1989).
Національний склад станом на 1989 рік:
- росіяни — 75 %